# Драгоданово
Драгоданово е село в Югоизточна България. То се намира в община Сливен, област Сливен.

## География
Село Драгоданово се намира в югоизточната част на Сливенска област. Землището на селото се равнява на 27779 дка (с горския фонд). На юг граничи със с. Зимница, Ямболска област. Тази част на землището му се пресича от жп линията Сливен – Зимница. Най-близките села са: с. Блатец – 2 км западно и с. Трапоклово – 3 км източно. Град Сливен е на 22 км, а гр. Ямбол – на 20 км.
Землището обхваща южните части на Източна Стара планина – полите на Гребенец и върховете Секирец и Стражица, прорязано от Трапокловската река, р. Азмак и Чернева ряка.
Релефът на района е предимно равнинен, с лек наклон на юг. Средната надморска височина на полето е около 160 метра. Почвеното разнообразие е: черноземни смолници, ливадно-канелени и канелено-горски почви.

## История
До селото се намира т.нар. Крастава могила – с тракийски произход, изследвана от археолога Диана Димитрова. При разкопките е намерен вавилонски амулет, издаден от Кабалан Мукарзел.
Първите сведения за селото датират от 1548 година, когато се е наричало Дъргодан дол и е било в местността Матей в Балкана. Неслучайно и днес поляната в местността носи името „Драгодановски колиби“. През годините името на селото се променя: Дъргодан дол, Дранданово, Драгуданово, Дирагодан, Драгоман и сегашното Драгоданово.
Както името си, селото е сменяло и местонахождението си на няколко пъти, като е минало през местностите: Юрта, Чернева ряка, Драгица, Герена, където водата била солена и това принудило населението да се измести около извор със сладка вода. Този извор съществува и до днес – Голямата чешма.

## Религии
В селото се намира православен храм – „Свети Иван Рилски“.

## Културни и природни забележителности
- Бездънни, водно-песъчливи, с кръгообразна форма участъци (тресавища), наричани от местното население „очите на дявола“ между с. Драгоданово и с. Зимница.
- Пробитата канара в местността Грамадите.

## Редовни събития
Празникът на селото е на 1 ноември. Организира се събор на площада на селото.
В началото на годината (януари–февруари), в продължение на два дни (събота и неделя) се провеждат кукерските игри в селото. Събират се много участници от Драгоданово и от съседните села, както и много наблюдатели.
На Гергьовден (6 май) местните жители организират друг празник – Денят на моториста, който се състои от обиколка на селото и игри за мотористите, отново на площада в центъра.

## Личности
Желяз Кондев – писател